# Виола
Виола је инструмент по облику и техници сличан виолини, само нешто већи. Главне разлике између виолине и виоле су мелодијски распон, боја и улога у музичким делима. Код виоле је горња граница висине тона c3 у оркестарском извођењу, а у солистичком достиже и до а3, а доња с(мало) (док је код виолине г(мало). Виола је мање виртуозан инструмент, а тон одликују тамније и сетније боје од виолине.
Постоји још једна разлика између ова два инструмента, а то је нотација. Код виоле запис нота се врши у alt-C кључу (понекад и у виолинском), док се код виолине врши само у виолинском.
Виола је претежно оркестарски и камерни инструмент. Соло литература јој је оскудна. Волфганг Амадеус Моцарт је компоновао Концертну симфонију за виолу и виолину, а Хектор Берлиоз је написао симфонију Харолд у Италији за соло виолу. Такође постоје концерти Анрија Касадоа у стилу Георг Фридрих Хендла и Јохан Кристијан Баха, Јохан Себастијан Баха, Бела Бартока, Франц Антон Хофмајстера за виолу.

## Облик виоле
По материјалу и грађи, виола је слична виолини, али нешто већа и различитијих пропорција. У просеку, тело највеће стандардне виоле је 3 до 10 центиметара дуже од виолине, а дужина јој у просеку износи око 40 центиметара. Тела малих виола произведених за децу обично су дуге до свега тридесетак центиметара што је једнако виолини преполовљене дужине, али често се на виолину стављају жице намењене виоли (C, G, D i A) jer neka deca ne bi mogla rukovati violama većih dimenzija. За разлику од виолине, виола нема једну стандардну величину. Тело виоле требало би бити дуго око 53 центиметра како би акустички било идентично виолини, али због тих великих димензија било би је непрактично свирати на начин свирања виолине. Виолисти су вековима експериментисали с величином и обликом виоле, као и врстом жица и градивног дрвета како би произвели виоли својствен звук.
Већи експерименти с величином виоле обично су се њеним звуком бавили повећавањем димензија. Виола алта намењена Вагнеровим операма дело је Хермана Ритера, а била је дуга 48 центиметара. Модел Лионела Тертиса има шире тело и дубља ребра како би музичар могао истакнути специфичан звук виоле. Међутим сви експерименти с продужавањем тела виоле резултирају пуно дубљим тоном, сличним звуку виолончела, тако да композиције које су компоноване за виолу традиционалне величине могу произвести нежељене последице у звуковној равнотежи оркестара.
Новије (и радикалније обликоване) иновације баве се ергономским проблемима при свирању виоле - она се скраћује и чини лакшом док се истовремено налазе начини одржавања традиционалног звука. То укључује „одрезану” виолу Ота Ердеса која има један изрезан угао ради лакшег руковања, затим виоле обликоване као инструмент виола да гамба (такође с помичним вратом и јаворовим дрветом, са фурниром од графитних влакана који смањује тежину); виоле које се свирају као виолончело (вертикална виола), као и виоле Бернарда Сабатиера, налик мотивима из слика Салвадора Далíја: разломљених димензија и обликом којим остављају утисак да се инструмент топи. Вредан спомена је и модел Давида Ривинуса, „Пелегрина”.
Било је и других експеримената осим оних који се тичу ергономије и звука. Амерички композитор Хари Парч на тело виоле уградио је врат виолончела како би омогућио интонирање своје 43-тонске лествице. Неколико градитеља инструмената произвело је виоле с пет жица које омогућују већи распон тонова. На тим инструментима свира се модерна музика, али може се свирати и музика компонована за виолу.

## Свирање виоле
Вештина потребна за свирање виоле, наизглед је слична техници виолине, али од ње се у много чему разликује. Називи за разне покрете гудалом и динамичке ознаке у нотацији на папиру изгледају исто, али највеће разлике долазе из виолине величине, јер је због тога захтевнији инструмент од мале и лагане виолине. (Постоје анегдотални докази у којима виолинисти који неколико месеци свирају виолу, на свирање виолине враћају се са побољшаном вештином). 
- Када свирач пређе с виолине на виолу (или обратно), виола ће генерално имати видно веће тело као и дужину жица. Прве најуочљивије прилагодбе кроз које свирач мора проћи су употреба ширег прстохвата, шири и интензивнији вибрато леве руке и држање гудала и десне руке даље од властитог тела. Свирач мора такође пружати лакат даље, или у већем луку, како би гудалом дохватио најдубљу жицу. То прстима омогућава већу чврстоћу и чистији тон. Осим ако је виолист обдарен особито великим длановима, користи се другачији прстомет који је карактеристичан за често кориштење полупозиције или мењање позиције, док је на виолини довољна само једна.
- На виоли су обично уграђене дебље жице него на виолини. У комбинацији са њеном величином, то даје нижи распон тонова и боја звука постаје тамнија, дубља и њежнија. Међутим та дебљина такође значи да виола „говори” спорије од своје рођакиње-сопрана. Практично говорећи, ако виолиста и виолиниста свирају заједно, виолиста мора почети помицати гудало делић секунде раније него виолиниста како би произвео звук који почиње у истом тренутку као и звук виолине. Дебље жице такође захтевају примену већег притиска гудалом.
- Због дебљих и дужих жица виолист користи јагодице прстију, а не врхове, што је помак према техници свирања виолончела.
- Виолино гудало је мало краће од виолининог, са широм траком начињеном од коњске длаке што је поготово видљиво у модерним гудалима. Гудала за виолу (70 до 74 грама) тежа су од гудала за виолину (58 до 61 грама).

## Штимање виоле
Виолине с четири жице наштимане су у квинтама: Ц3 је најнижи тон, а изнад њега су Г, Д и А. Ово штимање је тачно за једну квинту испод онога од виолине, тако да њихове три жице дају тонове заједничке висине (Г, Д и А), а једну октаву је испод виолончела. Успркос томе, одлике тона и боја звука разликују се, иако их неки музичари и људи који не свирају гудачке инструменте тешко разликују.
Виоле се штимају окретањем шрафа око којих су омотане жице. Повећање напетости жице повећава висину и оштрину тона, а отпуштање га снижава. Прво се штима жица А, обично на 440 Hz, а остале се усклађују према њој, свака за квинту више, гудећи истовремено две жице, користећи коју справу за штимање (клавијатура, вилица) или методом која се најчешће користи у оркестрима: успоређујући тонове с већ наштиманим инструментима.
Штимање Ц-Г-Д-А користи се у великој већини целокупне музике за виолу, но и други начини штимања повремено се користе у европској класичној музици (сцордатура) и у неким стиловима народне музике. Моцарт у свом делу Синфониа концертанте за виолину, виолу и оркестар, који је компонован у Ес-дуру, компоновао је виолску деоницу у Д-дуру и назначио да жице виоле морају бити дигнуте за један полустепен; намера му је вероватно била да виоли да светлији тон како би избегао да буде претиха у односу на остатак оркестра. Лионел Тертис је у једној својој транскрипцији Елгаровог концерта за виолончело написао полагани ставак са Ц жицом сниженом на Б (Х снижено за полустепен), чиме је омогућио да виола један одломак свира за октаву ниже. Ту и тамо, жица Ц може бити наштимана на тон Д.

## Музика за виолу
У историји се виола ређе користила за соло концерте и сонате него виолина и виолончело. То се често приписивало њеном звуку који је њежнији и по правилу нешто мање оштар него звук виолине и држало се да је мање примерен за приказивање виртуозне вештине свирања.

### Читање музике
Нотни запис написан за виолу разликује се од записа за остале инструменте првенствено у томе што се користи алт кључ (музика), који се осим у музици за виолу ретко виђа. Ноте за виолу такође користе виолински кључ када постоје знатнији одломци компоновани у вишим регистрима.
Линије у нотном запису за виолу означавају следеће тонове (од дна према врху): Ф, А, Ц, Е и Г. Празнине означавају тонове Г, Х, Д и Ф.

### Улога виоле у класичној музици пре 20. века
У раној оркестралној музици дионице за виолу врло су често биле ограничене на попуњавање хармонија с мало мелодијског материјала. Када је виоли у том раздобљу дана мелодијска деоница, најчешће је то било унисоно или октаву разлике с другим гудачким инструментима. Уочљиви изузетак је Бранденбуршки концерт бр. 6 Јохана Себастијана Бахa који двема виолама даје главну мелодијску улогу (концерт је компонован за две виоле, виолончело, две виоле да гамба и континуо).
Пример музичког дела компонованог пре 20. века са соло дионицом за виолу је композиција Ектора Берлиоза „Харолд у Италији”, али постоји и неколико концерата из барокног и класичног раздобља као најранији познати концерт за виолу Георга Телемана, те концерти Франза Антона Хофмејстера и Карла Стамица.
Виола игра важну улогу у камерној музици. Волфганг Амадеус Моцарт је понешто успео у ослобађању виоле када је компоновао шест гудачких квинтета за које се сматра да укључују нека од његових највећих дела. Квинтети користе две виоле, што ослобађа инструменте (поготово прву виолу) соло одломцима и повећава звуковну пуноћу ансамбла. Мозарт је такође компоновао за виолу у својим Симфонијама концертанте у којима међу солистима виола има једнаку важност као и виолина. Међу раним радовима Јоханеса Брамса улога виоле је значајна. Његово прво објављено дело за камерну музику, Секстет за гудаче оп. 18 садржи деоницу која током композиције прераста у соло за виолу. Касније у животу написао је две врло цењене сонате за клавир и кларинет које је транскрибовао за виолу. Такође је компоновао Две песме за алт с виолом и клавиром (Zwei Gesänge für eine Altstimme mit Bratsche und Pianoforte), оп. 91 те бројне друге. Антоњин Дворжак свирао је виолу и говорио је да му је то омиљени инструмент; његова камерна музика пуна је важних делова за виолу. Други чешки композитор Беџих Сметана у свом Квартету за гудаче бр. 1 још званом „Из мог живота” знатну деоницу укључује и страствен увод који се изводи на виоли.